# Karabin maszynowy Vickers K
Karabin maszynowy Vickers K (w terminologii brytyjskiej znany także jako VGO – Vickers Gas Operated) – lotniczy karabin maszynowy zaprojektowany specjalnie do użycia w samolotach przez obserwatora lub tylnego strzelca. Wersja rozwojowa ręcznego karabinu maszynowego Vickers-Berthier.
Wyprodukowany w znacznych ilościach, ale wraz ze wzrostem osiągów samolotów, standardem stały się zamknięte kabiny, a karabin słabo nadawał się do montażu w wieżyczkach strzeleckich, a w ogóle do montażu w skrzydłach. Był używany w dwu- i trzymiejscowych samolotach brytyjskich z okresu II wojny światowej, takich jak Fairey Swordfish (na których służył do 1945). Bombowce Handley Page Halifax miały pojedynczy km Vickers w owiewce dziobowej.
W 1940 zmagazynowane karabiny zostały wykorzystane do obrony lotnisk. W północnej Afryce używały go nieregularne oddziały komandosów operujące daleko za liniami wroga, jak np. tzw. Prywatna Armia Popskiego. Vickers K był także używany przez SAS i LRDG, zazwyczaj był montowany na jeepach (podwójnie sprzężony, na podstawie na masce lub słupkowej podstawie w tylnej części samochodu). W tej funkcji był używany nawet w 1944 i 1945 roku w czasie operacji w Europie. Karabin był niezawodny, a duża szybkostrzelność zapewniała wielką siłę ognia w krótkotrwałych, a nagłych uderzeniach, w których specjalizowali się komandosi.
Broń działała na zasadzie odprowadzenia gazów prochowych, strzelała z zamka otwartego. Zasilany z talerzowego magazynka na 100 naboi (dla większej niezawodności ładowano na ogół 96). Pierwotna wersja posiadała podwójny uchwyt z tyłu, ze spustem. Wersja do użycia na lądzie, oznaczana Vickers GO No.2 Mk.1 Land Service była wyposażona w składany dwójnóg, uchwyt pistoletowy, a z przodu broni rączkę do przenoszenia.

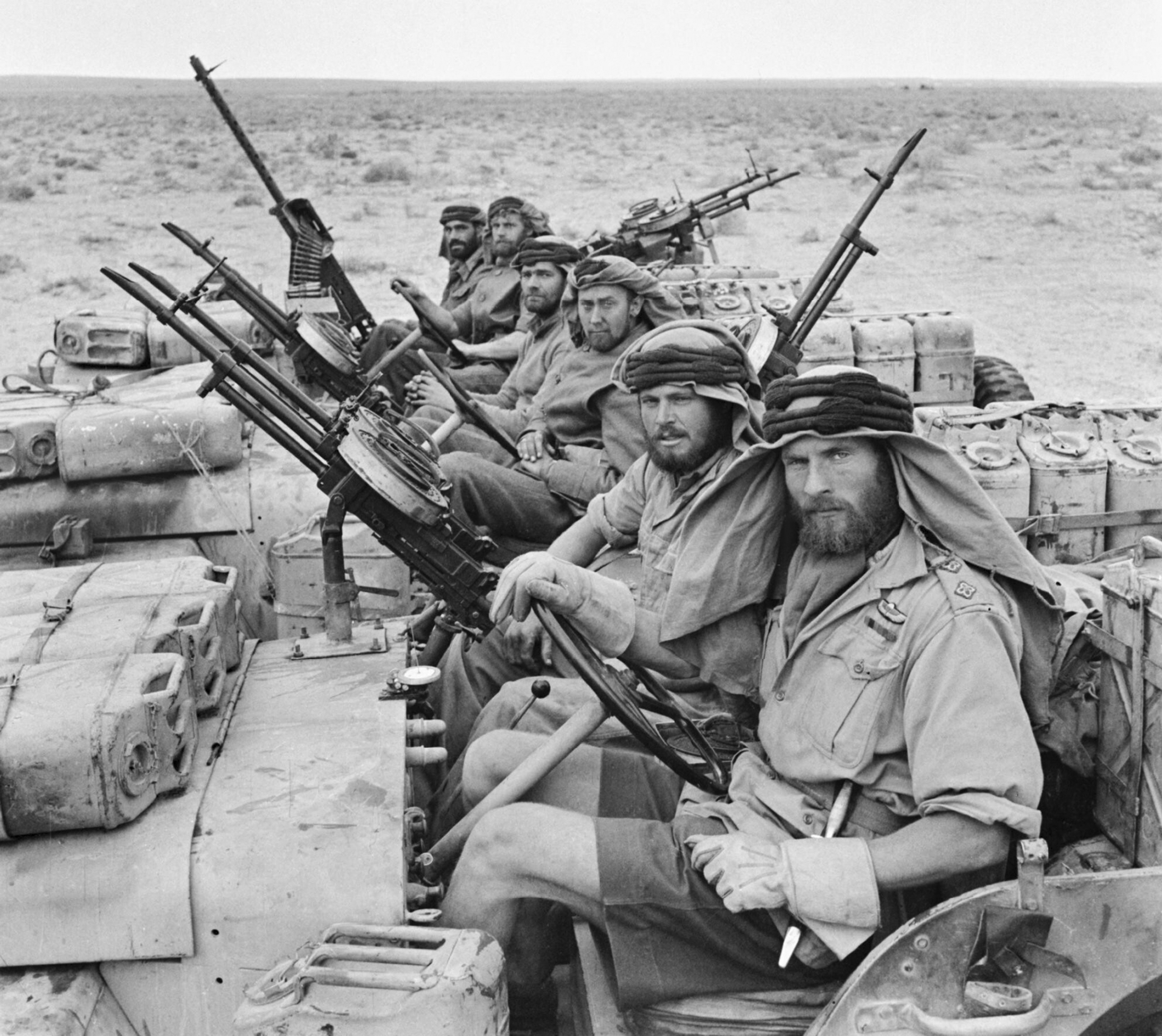
Patrol Special Air Service na Pustyni Libijskiej w 1943 roku, z km-ami Vickers na jeepach